# Bahnhof Besançon-Viotte
Der Bahnhof Besançon-Viotte ist der wichtigste Bahnhof der französischen Stadt  Besançon. Der Bahnhof wird seit 1981 durch den TGV bedient. Seit dem 11. Dezember 2011 besitzt die Stadt einen zweiten Fernbahnhof an der Neubaustrecke LGV Rhin-Rhône, es handelt sich um den Bahnhof Besançon Franche-Comté TGV.

## Geschichte

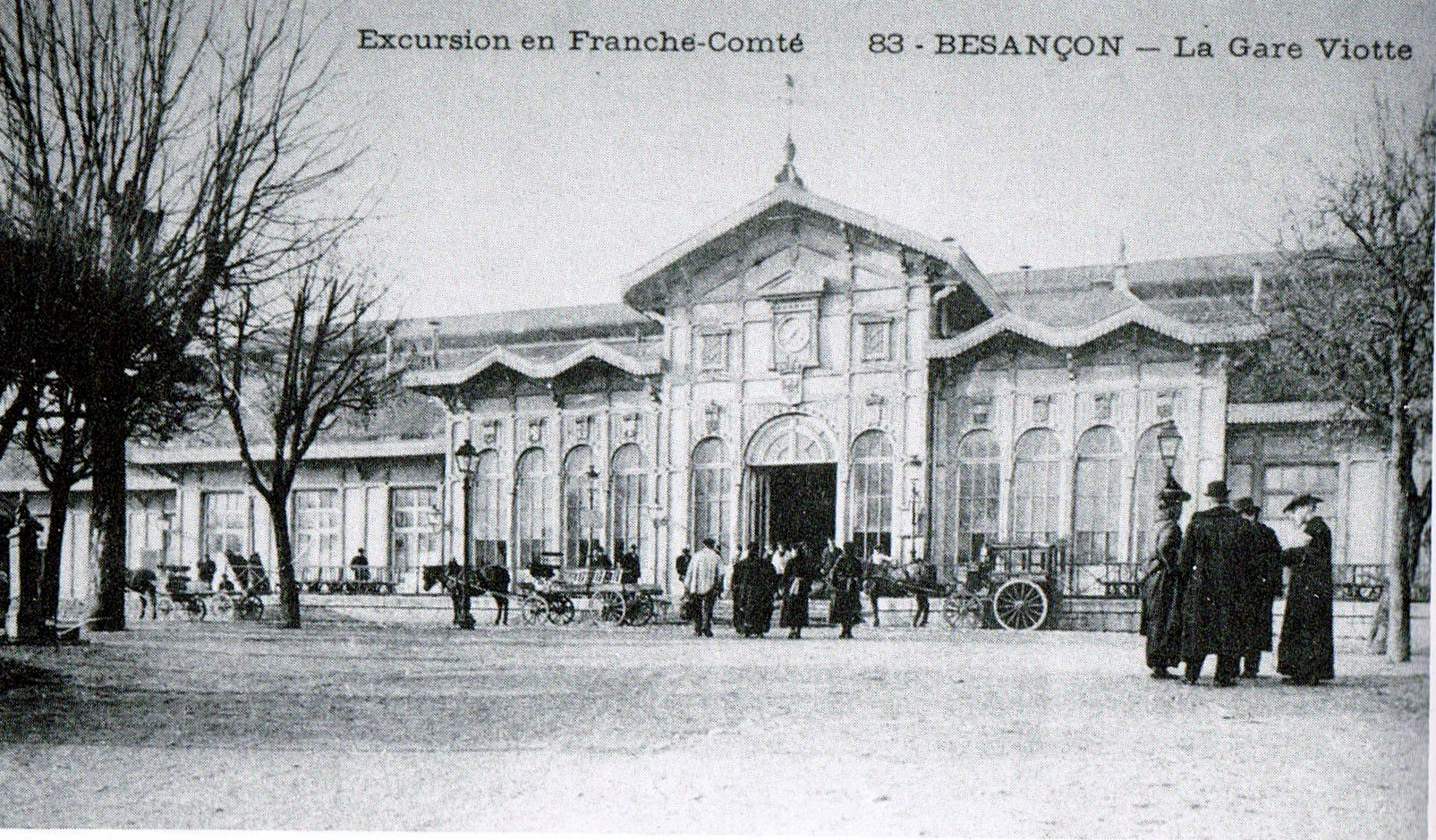
1943 zerstörtes Empfangsgebäude zu Beginn des 20. Jahrhunderts

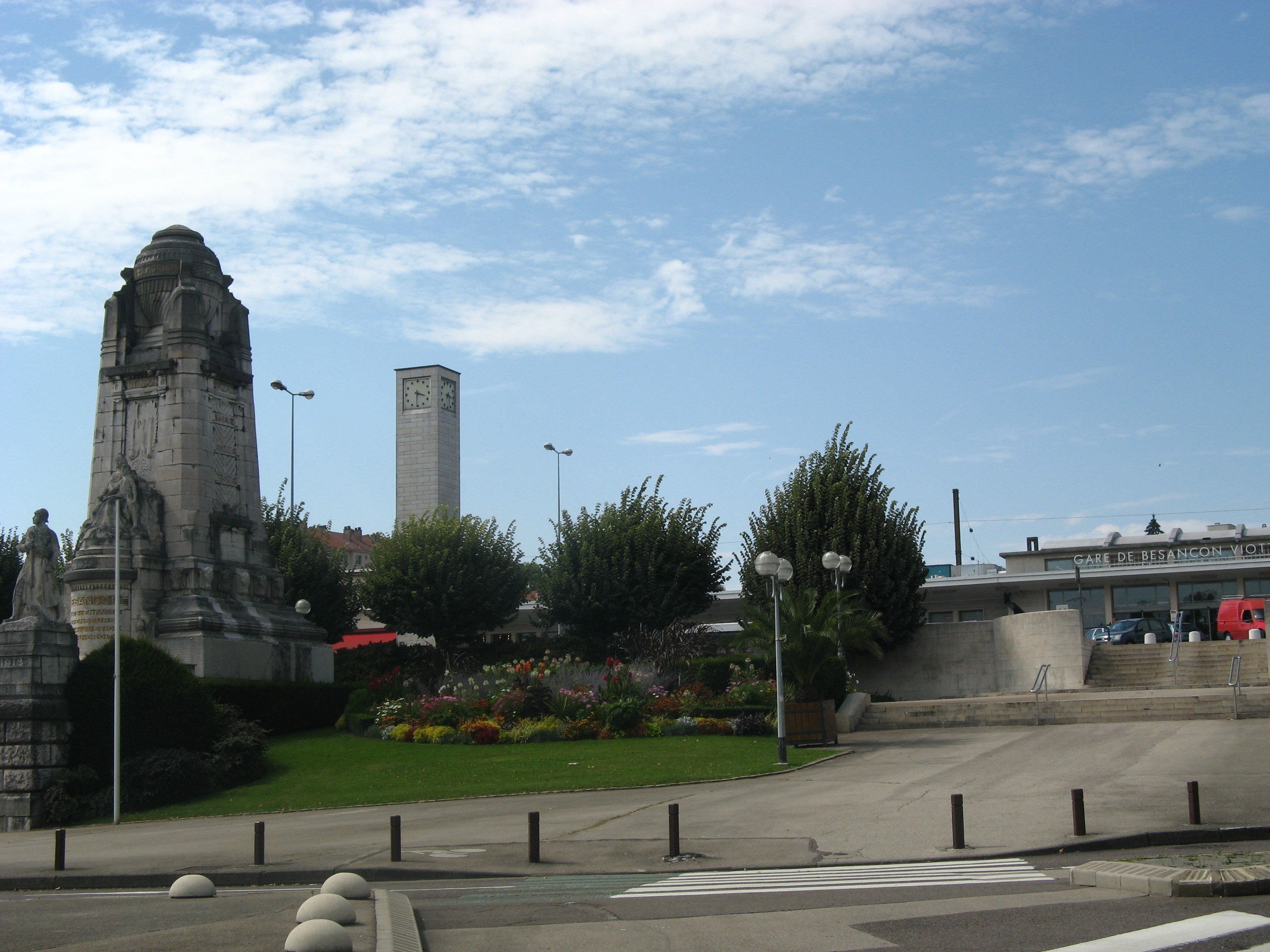
Gefallenendenkmal, Uhrturm und neues Empfangsgebäude

Der Bahnhof wurde 1855 eröffnet, da dieser Standort bevorzugt wurde. 1856 wurde die Strecke nach Bourg-en-Bresse in Betrieb genommen, 1858 die Strecke nach Belfort und 1872 die Strecke nach Vesoul.
Doch der Bahnhof war für die Stadt zu weit außerhalb und deshalb wurde der zusätzliche Bahnhof Besançon-la Mouillère im Jahr 1884 gebaut, dieser liegt an der im selben Jahr in Betrieb gegangenen Strecke Besançon–Le Locle. Doch dieser Bahnhof war von kleinerer Bedeutung als der Bahnhof Viotte. 
Der Bahnhof Viotte wurde in der Nacht des 15. Juli 1943 von Flugzeugen der Royal Air Force bombardiert, der Bahnhof lag am nächsten Morgen in Schutt und Asche. 1962 entschied die Stadtverwaltung das Bahnhofsgebäude von Besançon-la Mouillère abzureißen und ein neues Gebäude für den Bahnhof Viotte zu bauen. Dieses existiert bis heute. 

## Infrastruktur
Der Bahnhof hatte ein großes Bahnbetriebswerk. Unter anderem waren Micheline in Besançon beheimatet. Der Bahnhof besitzt 4 Bahnsteige, es gibt 8 Bahnsteiggleise, davon ist eins ein Stumpfgleis. In den Jahren 2009 bis 2011 wurde der Bahnhof umgebaut, unter anderem wurden Aufzüge eingebaut und neue Bahnsteige errichtet. Dies hängt mit der Inbetriebnahme der LGV Rhin-Rhône zusammen.

## Betrieb
Der Bahnhof wird von TGVs sowie von Zügen des Netzes TER Franche-Comté angefahren.
Die Linie 2 der Straßenbahn Besançon bedient den Bahnhof.